# Bundesliga (rugby a 15)
La Bundesliga (in tedesco Lega federale) o Rugby-Bundesliga è il massimo campionato nazionale tedesco di rugby a 15.
Istituito nel 1971 dalla Deutscher Rugby-Verband, la federazione rugbistica nazionale, sostituisce da tale data il Deutsche Meisterschaft, competizione che attraverso un complesso sistema di leghe regionali e incontri di finale tra i vari vincitori assegnava il titolo di campione tedesco.
Si basa su un sistema a due gironi con play-off e finale per il titolo.
La squadra maggiormente vittoriosa a tutta la stagione 2015-16 è l'Heidelberg RK, che si è aggiudicata 9 edizioni di torneo (in aggiunta ai 3 titoli di campione prima del 1971).

## Albo d'oro
| Edizione | Vincitore       |
| -------- | --------------- |
| 1971-72  | Victoria Linden |
| 1972-73  | Heidelberg RK   |
| 1973-74  | 08 Ricklingen   |
| 1974-75  | Victoria Linden |
| 1975-76  | Heidelberg RK   |
| 1976-77  | Germania List   |
| 1977-78  | Linden 1897     |
| 1978-79  | Germania List   |
| 1979-80  | RG Heidelberg   |
| 1980-81  | Germania List   |
| 1981-82  | Hannover 78     |
| 1982-83  | Hannover 78     |
| 1983-84  | Hannover 78     |
| 1984-85  | Hannover 78     |
| 1985-86  | Heidelberg RK   |
| 1986-87  | Victoria Linden |
| 1987-88  | DRC Hannover    |
| 1988-89  | Victoria Linden |
| 1989-90  | Hannover 78     |
| 1990-91  | Hannover 78     |

| Edizione  | Vincitore        |
| --------- | ---------------- |
| 1991-92   | Victoria Linden  |
| 1992-93   | Victoria Linden  |
| 1993-94   | Victoria Linden  |
| 1994-95   | Neuenheim        |
| 1995-96   | Victoria Linden  |
| 1996-97   | RG Heidelberg    |
| 1997-98   | DRC Hannover     |
| 1998-99   | DRC Hannover     |
| 1999-2000 | DRC Hannover     |
| 2000-01   | DRC Hannover     |
| 2001-02   | DRC Hannover     |
| 2002-03   | Neuenheim        |
| 2003-04   | Neuenheim        |
| 2004-05   | DRC Hannover     |
| 2005-06   | RG Heidelberg    |
| 2006-07   | RG Heidelberg    |
| 2007-08   | Francoforte 1880 |
| 2008-09   | Francoforte 1880 |
| 2009-10   | Heidelberg RK    |
| 2010-11   | Heidelberg RK    |

| Edizione | Vincitore        |
| -------- | ---------------- |
| 2011-12  | Heidelberg RK    |
| 2012-13  | Heidelberg RK    |
| 2013-14  | Heidelberg RK    |
| 2014-15  | Heidelberg RK    |
| 2015-16  | Pforzheim        |
| 2016-17  | Heidelberg RK    |
| 2017-18  | Heidelberg RK    |
| 2018-19  | Francoforte 1880 |
| 2019-20  | non assegnato    |
| 2020-21  | non assegnato    |
| 2021-22  | Francoforte 1880 |
| 2022-23  | Francoforte 1880 |
| 2023-24  | Francoforte 1880 |

### Finali
| Stagione  | Vincitore        | Risultato    | Finalista        |
| --------- | ---------------- | ------------ | ---------------- |
| 1971-72   | Victoria Linden  | 17-16        | Neuenheim        |
| 1972-73   | Heidelberg RK    | 3-0          | 08 Ricklingen    |
| 1973-74   | 08 Ricklingen    | 15-9         | Heidelberg TV    |
| 1974-75   | Victoria Linden  | 12-4         | Heidelberg RK    |
| 1975-76   | Heidelberg RK    | 35-0         | Victoria Linden  |
| 1976-77   | Germania List    | 16-9         | Heidelberg RK    |
| 1977-78   | Linden 1897      | 24-16        | Handschuhsheim   |
| 1978-79   | Germania List    | 9-0          | Heidelberg TV    |
| 1979-80   | RG Heidelberg    | 16-10        | Linden 1897      |
| 1980-81   | Germania List    | 28-19        | Heidelberg RK    |
| 1981-82   | Hannover 78      | 15-6         | RG Heidelberg    |
| 1982-83   | Hannover 78      | 16-12        | RG Heidelberg    |
| 1983-84   | Hannover 78      | 27-6         | Victoria Linden  |
| 1984-85   | Hannover 78      | 24-9         | RG Heidelberg    |
| 1985-86   | Heidelberg RK    | 15-9         | Hannover 78      |
| 1986-87   | Victoria Linden  | 24-0         | Hannover 78      |
| 1987-88   | DRC Hannover     | 12-9         | Hannover 78      |
| 1988-89   | Victoria Linden  | 20-6         | Berliner RC      |
| 1989-90   | Hannover 78      | 31-4         | Neuenheim        |
| 1990-91   | Hannover 78      | 6-3          | Victoria Linden  |
| 1991-92   | Victoria Linden  | 59-3         | 08 Ricklingen    |
| 1992-93   | Victoria Linden  | 18-14        | Hannover 78      |
| 1993-94   | Victoria Linden  | 15-3         | Heidelberg TV    |
| 1994-95   | Neuenheim        | 14-13        | Victoria Linden  |
| 1995-96   | Victoria Linden  | 9-8          | RG Heidelberg    |
| 1996-97   | RG Heidelberg    | 15-13        | Victoria Linden  |
| 1997-98   | DRC Hannover     | 25-20        | Victoria Linden  |
| 1998-99   | DRC Hannover     | 24-10 11-22  | RG Heidelberg    |
| 1999-2000 | DRC Hannover     | 45-12 34-3   | Victoria Linden  |
| 2000-01   | DRC Hannover     | 28-16 8-13   | Neuenheim        |
| 2001-02   | DRC Hannover     | girone unico | girone unico     |
| 2002-03   | Neuenheim        | 18-9         | DRC Hannover     |
| 2003-04   | Neuenheim        | 23-18        | DRC Hannover     |
| 2004-05   | DRC Hannover     | 21-9         | Handschuhsheim   |
| 2005-06   | RG Heidelberg    | 13-9         | Neuenheim        |
| 2006-07   | RG Heidelberg    | 23-15        | Francoforte 1880 |
| 2007-08   | Francoforte 1880 | 28-13        | RG Heidelberg    |
| 2008-09   | Francoforte 1880 | 11-8         | Heidelberg RK    |
| 2009-10   | Heidelberg RK    | 39-22        | Francoforte 1880 |
| 2010-11   | Heidelberg RK    | 12 - 9       | Francoforte 1880 |
| 2011-12   | Heidelberg RK    | 20-16        | Pforzheim        |
| 2012-13   | Heidelberg RK    | 41-10        | Neuenheim        |
| 2013-14   | Heidelberg RK    | 43-20        | Pforzheim        |
| 2014-15   | Heidelberg RK    | 53-27        | Pforzheim        |
| 2015-16   | Pforzheim        | 41-36        | Heidelberg RK    |
| 2016-17   | Heidelberg RK    | 39-35        | Pforzheim        |
| 2017-18   | Heidelberg RK    | 47-12        | RG Heidelberg    |
| 2018-19   | Francoforte 1880 | 22-12        | Handschuhsheim   |